# Bruant à menton noir
Spizella atrogularis
Espèce
Statut de conservation UICN

 LC  : Préoccupation mineure
Le Bruant à menton noir (Spizella atrogularis) est une espèce de passereau de la famille des Passerellidae originaire du continent nord-américain.

## Habitat et répartition
Cet oiseau se trouve généralement dans le chaparral, les bouquets d'armoise, les garrigues arides et les coteaux broussailleux du sud-ouest des États-Unis (ouest du Texas à la Californie méridionale) et il migre en hiver vers le nord du Mexique et la Basse-Californie du Sud. Il y a aussi une population d'oiseaux non-migrateurs dans le centre du Mexique.